# ひょうたん童子
『ひょうたん童子』（ひょうたんどうじ、原題は簡体字の葫芦兄弟、拼音: húlu xiōngdì）は、中国の上海美術電影製片廠製作のテレビアニメ作品。切り紙アニメである。1986年〜1987年、中国のいくつかの電視台で全13話放送された。『ひょうたん童子』のストーリーは完全にオリジナルで、中国アニメの代表的な作品の一つ。日本では『母と子のテレビ絵本』の中で吹き替え版が放送されている（納谷六朗、重松花鳥などが参加）。
1989〜1991年、続編の『ヒョウタン小金剛』（葫芦小金剛）が製作された。
2008年には、『ヒョウタン兄弟』のリメイク版の劇場版『ヒョウタン兄弟 〜CALABASH BROTHERS〜』が上映された。
日本語の表記は『葫蘆兄弟』でもある。

## ストーリー

### ひょうたん童子
昔、「瓢箪山」と言う山の中に、サソリの妖怪とヘビの妖怪が封印されていた。ある日、穿山甲（吹き替え版ではアルマジロという設定になっている）がうっかりその山を貫いてしまったため、二体の妖怪が逃げ出してしまう。逃げ出した妖怪たちは悪さをしはじめ、人々はとんだ災難に見舞われ悲惨な日を過ごすこととなる。穿山甲がこの事件をある老人に告げると、老人は妖怪を消滅させるために七色の瓢箪を植えた。すると赤、橙、黄、緑、青、藍、紫七つの大瓢箪が実を結ぶ。だが、この作戦は妖怪に知られ、穿山甲と老人は連れ去られてしまう。
その後、瓢箪は一つ一つ熟成して、七人の立派な男の子になる。彼らは「ヒョウタン兄弟」（葫芦兄弟）或は「ヒョウタンの子」（葫芦娃）と呼ばれて、非凡な能力を持っていた。妖怪を退治して穿山甲と老人を助けるために、ヒョウタン兄弟たちは生まれると妖怪たちと戦った。だが、蛇・蠍の妖怪の力と法宝はただ物ではなく、兄弟たちは様々な困難と危険に遭遇する。全員錬丹のストーブに入れられ燃やされそうになるほどの危険な状況もあったが、最終的には七人の兄弟は七色の峰に変わり、サソリ大王とヘビクイーンをまた封印し消滅させることに成功した。

### ヒョウタン小金剛
ヘビの妖怪（クイーン）は妹の青い蛇がいる。青い蛇は姉と姉婿がヒョウタン兄弟に消滅させられたことを知った後、復讐と七心丹のために、七色の峰を開削した。こうして、ヒョウタン兄弟の新たな戦いが始まる。青い蛇は玉簪と錦嚢乾坤袋という二つの法宝を持っており、その神通力の前に、兄弟たちは一つ一つ捕らわれることとなる。そしてまたしても全員錬丹のストーブに入れられてしまうが、ストーブの中で七人の兄弟は七色の蓮子の力を発揮し、合体して一人になった。それが「ヒョウタン小金剛」である。ヒョウタン小金剛は七人の能力を持っていて、最強のヒョウタンの子であった。
しかし、それでも青い蛇クイーンに勝つためにはあの二つの法宝を破壊しなければならず、最後の決戦が始まることになる。ヒョウタン小金剛は様々な強力な敵と戦いを続け、ようやく法宝を見つけて破壊することに成功する。そして、この青い蛇も封印され、人々のもとには平和な日々が戻った。

## 登場人物

### ひょうたん兄弟
- 長兄（大娃）
服の色：赤。
能力：強力無双で、巨大化することができる。
- 次兄（二娃）
服の色：オレンジ。
能力：千里眼と順風耳。
- 三兄（三娃）
服の色：黄色。
能力：堅い体、手刀は鉄を泥のように削れる。
- 四兄（四娃）
「火の子」（火娃）とも呼ぶ。
服の色：緑。
能力：炎と霹靂を吐く。
- 五兄（五娃）
「水の子」（水娃）とも呼ぶ。
服の色：水色。
能力：水を吸ったり吐いたりする。
- 六兄（六娃）
「隠身の子」（隠身娃）とも呼ぶ。
服の色：青。
能力：隠身術（不可視化）
- 末弟（七娃）
服の色：紫。
能力：法宝の瓢箪が、どんなものでも吸い込める。

### 妖怪カップル
- サソリ大王
サソリの妖怪。熱血だがどこか抜けている。
- ヘビクイーン
ヘビの妖怪で、サソリの妻。やや姉御肌。

### 妖怪カップル関係
- 青い蛇クイーン
ヘビクイーンの妹。二つの法宝「玉簪」と「錦嚢乾坤袋」を持っている。玉簪を分けると、十八の武器になれて、合わせると、堅い金鋼の宝剣になれる。錦嚢乾坤袋の中には、三十六の法宝が入っている。
- 蝶の妖怪
青い蛇クイーンの小間使い。錦嚢乾坤袋を汚したり、仙丹を盗んだりしたために、地下牢に監禁された。
- ワニ頭領
妖怪たちの隊長に相当する。
- カエルの妖怪
- ムカデの妖怪
- バットの妖怪
- スズメバチの妖怪
- イノシシの妖怪
- カミキリムシの妖怪
- 他の妖怪（略）

### その他
- おじいちゃん
妖怪たちを消滅させるために、七色の瓢箪を植えた。
- 穿山甲
- 仙鶴
七色の蓮子をヒョウタン兄弟に渡した。
- 山神
七色の蓮子のことを仙鶴に依頼した。

## 放映リスト

### 『ヒョウタン兄弟』（葫芦兄弟）
- 第1集 神峰奇遇
- 第2集 七色葫芦
- 第3集 誤入泥潭
- 第4集 夢窟迷境
- 第5集 絶路逢生
- 第6集 鋼筋鉄骨
- 第7集 水火奇功
- 第8集 酒酣心冰
- 第9集 幽谷彩蓮
- 第10集 捕風捉影
- 第11集 巧奪如意
- 第13集 七子連心

### 『ヒョウタン小金剛』（葫芦小金剛）
- 第1集 妖霧重回 (1989)
- 第2集 鬥法比武 (1989)
- 第3集 迷夢迴旋 (1989)
- 第4集 勢均力敵 (1990)
- 第5集 花谷脱険 (1990)
- 第6集 除妖滅怪 (1991)

## 主題歌

### 『ヒョウタン兄弟』
- オープニングソング：「小小葫芦娃」 
  - 作曲：呉応炬　演奏：上海電影楽団
- エンディングソング：「小小葫芦娃」
  - 作詞：姚忠礼　作曲：呉応炬
  - 演奏：上海電影楽団　歌：上海市少年宮合唱隊

### 『ヒョウタン小金剛』
- オープニングソング：「金剛葫芦娃」
  - 作詞：姚忠礼　作曲：呉応炬
  - 演奏：上海電影楽団　歌：上海市少年宮合唱隊
- エンディングソング：「小小葫芦娃」
  - 作詞：姚忠礼　作曲：呉応炬
  - 演奏：上海電影楽団　歌：上海市少年宮合唱隊

### 劇場版『ヒョウタン兄弟 〜CALABASH BROTHERS〜』
- オープニングソング：「小小葫芦娃」
  - 作詞：姚忠礼　作曲：呉応炬
  - 演奏：上海交響楽団　歌：上海市黄浦区青少年活動センター、春天少年合唱団　独唱：王匯嘉
- エンディングソング：「爱是太阳」（愛は太陽）
  - 作詞：姚忠礼　作曲：董為杰
  - 演奏：上海交響楽団　歌：喩越越

## スタッフ

### 『ヒョウタン兄弟』
- 脚本：姚忠礼、楊玉良、墨犢
- 監督：胡進慶、周克勤
- キャラクターデザイン：呉雲初、胡進慶
- バックデザイン：常保生
- アクトデザイン：沈祖慰、沈如東、伍仲文、孫能子、朱淑琴、林杰
- バック絵：沈同春、李慶吉、段小西、朱行和、龔金福、攸揚
- 絵コンテ：岳慧敏、支仰泰
- 撮影：呉華栄
- 撮影補佐：朱毓平
- 録音：侯申康
- 録音補佐：虞妙英
- 編集：莫普忠
- 編集補佐：強小柏
- 効果：張元浩
- 作曲：呉応炬
- 演奏：上海電影楽団、王遅
- 歌：上海市少年宮合唱隊
- プロデュース主任：王玉蘭
- プロデューサー：銭月瑛
- アフレコ：上海美術電影製片廠
- アフレコ監督：韋啓昌
- 製作：上海美術電影製片廠（1986〜1987年）

### 『ヒョウタン小金剛』
- 脚本：姚忠礼、墨犢
- 総監督：胡進慶
- 監督：葛桂雲
- キャラクターデザイン：呉雲初、胡進慶
- バックデザイン：常保生
- アクトデザイン：肖剛、周旭東、王栄珍、徐堅平、呉雲初
- バック絵：沈同春、李慶吉、段小西、攸揚、朱行和
- 絵コンテ：岳慧敏、呉復興、屠杏花
- 撮影：唐益楚
- 撮影補佐：銭金熙
- 録音：侯申康
- 録音補佐：虞妙英
- 編集：莫普忠
- 編集補佐：李珊
- 効果：張元浩
- 作曲：呉応炬
- 演奏：上海電影楽団
- 歌：上海市少年宮合唱隊
- プロデュース主任：張荷芳
- 編集担当：張松林
- アフレコ：上海美術電影製片廠
- アフレコ監督：韋啓昌
- 製作：上海美術電影製片廠（1989〜1991年）

### 劇場版『ヒョウタン兄弟 〜CALABASH BROTHERS〜』
- 総監修：陳梁、汪天雲
- 総企画：周峻、楊文紅
- 統籌：王磊、朱毓平
- 脚本：姚忠礼、楊玉良、墨犢
- 監督：胡進慶、周克勤、葛桂雲
- キャラクターデザイン：呉雲初、胡進慶
- バックデザイン：常保生
- アクトデザイン：沈如東、沈祖慰、沈寿林、孫能子、肖剛、朱淑琴、周旭東、徐堅平、陸松茂、李建国、王栄珍、林杰
- バック絵：李慶吉、段小西、沈同春、朱行和
- 絵コンテ：岳慧敏、支仰泰
- 撮影：呉華栄
- 撮影補佐：朱毓平
- CG特効：邱小平、陳健、呉迪、陳暁磊、程友林、李暁娟、顔勇慶、蒋一第、王雪英
- 録音：施林虎、鄒俊偉、侯中康
- 録音補佐：張培溶、虞妙英
- 編集：龔黎民、施勇、莫普忠
- 編集補佐：強小柏
- 効果：白偉民、張元浩
- 作曲：呉応炬
- 演奏：上海交響楽団
- アフレコ協力：上海電影訳製廠
- アフレコ監督：黄鴬
- 作曲：呉応炬、董為杰
- 出品人：任仲倫、黎瑞剛
- プロデューサー：陳斌
- プロデュース主任：王玉蘭
- 製作：上海美術電影製片廠、上海電影（集団）公司、上海文広新聞伝媒集団

## キャスト

### 『ヒョウタン兄弟』『ヒョウタン小金剛』
- 于鼎
- 范捷
- 戴欣
- 朱藝
- 談鵬飛
- サソリ大王：戦車
- ヘビクイーン：倪以臨
- 青い蛇クイーン：鞠萍

### 劇場版『ヒョウタン兄弟 〜CALABASH BROTHERS〜』
- 豆豆
- 小荷
- 沈墨
- 金煒
- 画神閑
- 劉斌
- 黄笑嬿
- 符沖
- 楊夢露
- 馮駿驊
- 洪海天
- 詹佳
- 李正翔
- 葉露
- 殷雷
- 謝添天